# Phyllophaga yoloxana
Phyllophaga yoloxana är en skalbaggsart som beskrevs av Moron 2003. Phyllophaga yoloxana ingår i släktet Phyllophaga och familjen Melolonthidae. Inga underarter finns listade i Catalogue of Life.